# 比斯特 (英國)
比斯特（Bicester）是位於英格蘭東北部牛津郡的一個镇。2014年，比斯特成為新的倫敦地區的花園城市。